# Finding Lost Space: Theories of Urban Design
Finding Lost Space: Theories of Urban Design es un libro escrito por Roger Trancik, profesional y docente en el campo del diseño urbano, publicado en 1986,que presenta una teoría y un vocabulario específico para resolver las cuestiones del diseño espacial urbano,identificando e incluyendo además, el concepto de lo que él denomina 'espacios perdidos', que han surgido en las ciudades tras los desarrollos y crecimientos urbanos modernos. El libro está orientado, principalmente, a diseñadores urbanos y estudiosos de la ciudad, e incluye una discusión teórica y crítica junto con aplicaciones prácticas de estrategias para corregir los problemas de la estructura espacial considerados por el autor.
Trancik es profesor del programa de Arquitectura del Paisaje en la Universidad de Cornell y tiene experiencia tanto en el campo académico como profesional del Diseño Urbano.Además de éste, ha escrito otros tantos libros en la materia y es autor de más de 45 estudios de planificación profesional, artículos de revistas y artículos académicos.Enseñó en la Harvard GSD de 1970 a 1981 y es docente activo en Cornell desde 1982, de la cual es profesor emérito.

## Contexto
El libro fue escrito después de que el urbanismo del movimiento moderno alcanzara su apogeo en las zonas urbanas, tras haber comenzado a generar reacciones al respecto de su falta de respuesta a las necesidades espaciales a escala humana y a su enfoque en la edificación individual más que en los espacios urbanos. El 'Team 10' fue uno de los primeros grupos que, en 1953, desafió muchos de los enfoques del urbanismo moderno, incluida la poca consideración del contexto, la relación entre un edificio y su entorno y la adaptación a las necesidades culturales de las personas.Por entonces, otros grupos y arquitectos críticos del quehacer de la Arquitectura Moderna comenzaron también a investigar muchos de los aspectos que consideraban deficientes, generando así una corriente conocida hoy en día como el movimiento posmoderno en arquitectura, que se fue consolidando en las propuestas teóricas y prácticas de arquitectos como Robert Venturi, Denise Scott Brown, Michael Graves y Philip Johnson.Las principales críticas a la modernidad fueron su austeridad, su excesiva formalidad, su falta de variedad y su total desinterés por el contexto.
En este contexto, como punto de partida para este libro, Roger Trancik considera que los espacios urbanos tradicionales contaban con un principio fundamental subyacente que ordenaba el espacio urbano desde el vacío, principio que las ciudades modernas habían venido perdiendo. Así, las ciudades modernas, centradas en considerar los edificios como objetos aislados en un paisaje, dieron lugar a espacios sobrantes, antiespacios o 'espacios perdidos'. El libro examina las razones de estos 'espacios perdidos' y sugiere formas de restaurar los valores tradicionales y el significado de los espacios abiertos urbanos.

## Resumen de contenidos
El autor define el "espacio perdido" como el espacio, el paisaje o los bordes desestructurados que aparecen como sobrantes de la estructura urbana. Son la 'tierra de nadie' que a nadie le interesa mantener o utilizar. Son “….las áreas urbanas indeseables que necesitan ser rediseñadas: anti-espacios que no contribuyen positivamente al entorno ni a los usuarios” 
El primer capítulo presenta las definiciones básicas acerca de qué se considera "espacios perdidos" y explica las causas que lo generan: la predominancia del automóvil, la concepción arquitectónica del Movimiento Moderno, los procesos de la renovación urbana y las políticas de zonificación, el dominio de los intereses privados sobre los públicos y los cambios en el uso del suelo en los centros urbanos.
El segundo capítulo detalla la evolución de los espacios urbanos en el siglo XX, así como los movimientos significativos en el diseño y la planificación física de la ciudad. Analiza además el impacto de los ideales del funcionalismo en las áreas urbanas, presentando con claridad los aspectos que el autor considera preocupantes en la forma en que esos ideales se manifiestan físicamente en la configuración de calles y plazas modernas, en ciudades predominantemente verticales, con plazas y centros comerciales bajo tierra.
El tercer capítulo analiza los precedentes históricos de los enfoques del espacio urbano, analizando lo que el autor denomina espacio duro y espacio blando, su relevancia y situaciones apropiadas.
El cuarto capítulo corresponde a la propuesta teórica más relevante del libro, examinando los tres enfoques de la teoría del diseño urbano planteados por el autor: teoría de figura-fondo, teoría de vínculos y teoría del lugar .
El quinto capítulo presenta cuatro estudios de caso urbanos para mostrar la aplicación de teorías de diseño urbano a varias escalas: Boston, Massachusets y Washington D. C., en los Estados Unidos; Göteborg en Suecia; y Byker, Newcastle en Inglaterra.
Finalmente, el último capítulo analiza un enfoque integrado del diseño urbano desarrollando una serie de principios básicos: movimiento secuencial, cerramientos laterales y continuidad de bordes, integración y refuerzo de actividades urbanas, ejes y perspectivas, y adecuadas transiciones entre el espacio interior y exterior. Trancik finaliza definiendo con precisión el rol del diseñador urbano y planteando cómo debería acometerse el proceso de diseño.

## Publicación
El libro fue publicado originalmente por Van Nostrand Reinholden 1986, la cual fue luego adquirida por John Wiley & Sons en la década de 1990.